# بالمهورست
بالمهورست (بالإنجليزية: Palmhurst, Texas)‏ هي مدينة تقع بولاية تكساس في شمال شرق الولايات المتحدة. تبلغ مساحة هذه المدينة 15.7 (كم²)، وترتفع عن سطح البحر 49 م، بلغ عدد سكانها 2607 نسمة في عام 2010 حسب إحصاء مكتب تعداد الولايات المتحدة وتصل الكثافة السكانية فيها 310.4 نسمة/كم2.

## التركيبة السكانية
حدّد مكتب تعداد الولايات المتحدة بيانات التركيبة السكانية لبالمهورست في تعداد الولايات المتحدة. في ما يلي، التركيبة السكانية حسب تعدادي 2000 و2010.

### تعداد عام 2000
بلغ عدد سكان بالمهورست 4,872 نسمة بحسب تعداد عام 2000، وبلغ عدد الأسر 1,226 أسرة وعدد العائلات 1,111 عائلة مقيمة في المدينة. في حين سجلت الكثافة السكانية 422.9 نسمة لكل كيلومتر مربع (1,095.3/ميل2). وبلغ عدد الوحدات السكنية 1,739 وحدة بمتوسط كثافة قدره 151 لكل كيلومتر مربع (391.1/ميل2).
وتوزع التركيب العرقي للمدينة بنسبة 84.67% من البيض و0.25% من الأمريكيين الأفارقة و0.25% من الأمريكيين الأصليين و0.39% من الأمريكيين ذوي الأصول الآسيوية و13.71% من الأعراق الأخرى و0.74% من عرقين مختلطين أو أكثر و87.48% من الهسبانيون أو اللاتينيون من أي عرق.
بلغ عدد الأسر 1,226 أسرة كانت نسبة 65.8% منها لديها أطفال تحت سن الثامنة عشر تعيش معهم، وبلغت نسبة الأزواج القاطنين مع بعضهم البعض 76.2% من أصل المجموع الكلي للأسر، ونسبة 11.7% من الأسر كان لديها معيلات من الإناث دون وجود شريك، بينما كانت نسبة 2.8% من الأسر لديها معيلون من الذكور دون وجود شريكة وكانت نسبة 9.4% من غير العائلات. تألفت نسبة 7.3% من أصل جميع الأسر من عدة أفراد يعيشون في نفس المنزل ونسبة 2% كانت تتألف من شخص يعيش بمفرده يبلغ من العمر 65 عاماً أو أكثر. وبلغ متوسط حجم الأسرة المعيشية 3.97، أما متوسط حجم العائلات فبلغ 4.18.
بلغ العمر الوسطي للسكان 25.6 عاماً. وكانت نسبة 38.9% من القاطنين تحت سن الثامنة عشر، وكانت نسبة 10.1% بين الثامنة عشر والرابعة والعشرين عاماً، ونسبة 29.5% كانت واقعةً في الفئة العمرية ما بين الخامسة والعشرين والرابعة والأربعين عاماً، ونسبة 16.8% كانت ما بين الخامسة والأربعين والرابعة والستين، ونسبة 4.7% كانت ضمن فئة الخامسة والستين عاماً فما فوق. يوجد لكل 100 أنثى 94.0 ذكر، ويوجد لكل 100 أنثى في الثامنة عشر من عمرها فما فوق 89.9 ذكر.
بلغ متوسط دخل الأسرة في المدينة 22,847 دولارًا، أما متوسط دخل العائلة فبلغ 24,549 دولارًا. وكان متوسط دخل الذكور 27,500 دولارًا مقابل 21,833 دولارًا للإناث. وسجل دخل الفرد الخاص بالمدينة 11,275 دولارًا. وكانت نسبة 35.6% من العائلات ونسبة 37.9% من السكان تحت خط الفقر، وكان من هؤلاء نسبة 49.1% تحت سن الثامنة عشر ونسبة 20.4% في الخامسة والستين من العمر وما فوق.

### تعداد عام 2010
بلغ عدد سكان بالمهورست 2,607 نسمة بحسب تعداد عام 2010، وبلغ عدد الأسر 766 أسرة وعدد العائلات 675 عائلة مقيمة في المدينة. في حين سجلت الكثافة السكانية 226.3 نسمة لكل كيلومتر مربع (586.1/ميل2). وبلغ عدد الوحدات السكنية 1,008 وحدة بمتوسط كثافة قدره 87.5 لكل كيلومتر مربع (226.6/ميل2).
وتوزع التركيب العرقي للمدينة بنسبة 94.48% من البيض و0.65% من الأمريكيين الأفارقة و0.23% من الأمريكيين الأصليين و0.81% من الأمريكيين ذوي الأصول الآسيوية و3.41% من الأعراق الأخرى و0.42% من عرقين مختلطين أو أكثر و78.71% من الهسبانيون أو اللاتينيون من أي عرق.
بلغ عدد الأسر 766 أسرة كانت نسبة 49.7% منها لديها أطفال تحت سن الثامنة عشر تعيش معهم، وبلغت نسبة الأزواج القاطنين مع بعضهم البعض 75.3% من أصل المجموع الكلي للأسر، ونسبة 8.5% من الأسر كان لديها معيلات من الإناث دون وجود شريك، بينما كانت نسبة 4.3% من الأسر لديها معيلون من الذكور دون وجود شريكة وكانت نسبة 11.9% من غير العائلات. تألفت نسبة 9.1% من أصل جميع الأسر من عدة أفراد يعيشون في نفس المنزل ونسبة 4.6% كانت تتألف من شخص يعيش بمفرده يبلغ من العمر 65 عاماً أو أكثر. وبلغ متوسط حجم الأسرة المعيشية 3.40، أما متوسط حجم العائلات فبلغ 3.63.
بلغ العمر الوسطي للسكان 37.8 عاماً. وكانت نسبة 27.7% من القاطنين تحت سن الثامنة عشر، وكانت نسبة 10.4% بين الثامنة عشر والرابعة والعشرين عاماً، ونسبة 22.2% كانت واقعةً في الفئة العمرية ما بين الخامسة والعشرين والرابعة والأربعين عاماً، ونسبة 27.6% كانت ما بين الخامسة والأربعين والرابعة والستين، ونسبة 12% كانت ضمن فئة الخامسة والستين عاماً فما فوق. وتوزع التركيب الجنسي للسكان بنسبة 49.7% ذكور و50.3% إناث.

## وصلات خارجية
- The US50 - Cities and Towns in Texas State